# Marie-Thérèse Renard
Marie-Thérèse Renard, född 8 mars 1925, död december 2011, var en friidrottare från Belgien. Hon deltog vid olympiska sommarspelen 1948.